# توقف (ترانه اسپایس گرلز)
«توقف» تک‌آهنگی از اسپایس گرلز است که در سال ۱۹۹۸ میلادی منتشر شد.